# Josep Fornelio
Josep Fornelio va ser un músic i cofundador de la Societat de Quartets de Barcelona.
Fou primer flauta del Gran Teatre del Liceu. També fou el cosí i el primer mestre de solfeig de Ramón Bartomeus.
Va constituir la Societat de Quartets de Barcelona el 1870. Que iniciativa d’un grup de músics per tal d’introduir la música de cambra a Barcelona. Integrada per J.Fornelio, Josep Güell, Josep Quintana, Joan Baucis, Josep Ribera i Miró, Daunis, Ayné, Cots, Puig, Claudi Martínez i Imbert i Cosme Ribera i Miró. Assajaven i feien concerts de música de cambra en cases privades.
Fou autor de contradanses que es conserven al Arxiu Comarcal del Ripollès.